# Khost
Khost, Khowst o Khwast (paixtu: خوست, Xost) és una ciutat de l'Afganistan, capital de la província de Khost prop de la frontera amb Pakistan. Té una població estimada de 160.000 habitants de 638.849 habitants de la província de Khost. El seu nom derivaria del sànscrit suvastu, "Lloc bonic" (que al Pakistan ha originat el nom «Swat»). Al segle X s'esmenta una ciutat de Khost (de fet Khasht) a la riba del riu Hari Rud (part superior) a la frontera entre Ghur i Ghardjistan. Aquesta vila sembla la mateixa que s'esmenta tres segles després amb el nom de Khost. Es creu que hi havia una altra vila amb el mateix nom més al nord, prop d'Andarab a la frontera del Badakhxan a la regió anomenada aleshores (segle X) com a Yun. La població de Khost és esmentada sovint en època timúrida; el 1479 un tal Mir Abd al-Kuddus fou nomenat governador de Khost que és considerat un dels principals districtes del Badakhshan i del Kunduz. Una de les esposes de Baber, Maham, era originària de Khost i la seva filla Gulrang hi va néixer. Baber hi va estar diverses vegades. Cap de les dues sembla correspondre a la moderna Khost, al sud de les muntanyes Sefid Kuh. La moderna Khost formà part de la província de Pakhtia. El març de 1924 fou el centre d'una revolta conservadora contra les reformes del rei Amanullah, i que va durar fins al gener de 1925. Es va fer famosa durant l'era comunista a l'Afganistan, quan la ciutat va resistir el setge dels islamistes del juliol de 1983 al novembre de 1987, fins que van haver de desistir. A la rodalia, l'aeròdrom de Khost va servir de base soviètica d'helicòpters. El 2004 apareix com a província separada que s'hauria format el 1994 o 1995; l'aeròdrom va passar a ser base americana, oficialment el 2007. Una vila de Khost existeix al Balutxistan Oriental amb una mina de carbó, a uns 50 km a l'est de Quetta.